# Glanssteklar
Glanssteklar eller malmsteklar (Chalcidoidea) är en överfamilj inom insektsordningen steklar, tillhörande underordningen midjesteklar och gruppen parasitsteklar. Det finns runt 22 000 beskrivna arter världen över och troligen många tusen till som ännu inte är upptäckta och beskrivna.
De flesta arter är små, många är mindre än en millimeter långa, och gruppen inkluderar några av de minsta bevingade insekterna som man känner till, dvärgsteklar. Till gruppens största arter hör de i familjen Leucospidae, vilka mäter 4-17 millimeter. Många arter är mörka eller har metallglänsande blå eller grön färg. 
Gruppens ekologi är mycket varierad eftersom den består av så många familjer och arter, men de flesta arter som man känner till är parasitoider på andra insekter. Det finns i flera familjer dock även arter som är växtätare. Några har ett mycket specialiserat levnadssätt som exempelvis fikonsteklar som bara utvecklas i fikon. Det finns också en del glanssteklar som har rovlevande larver.

## Familjer
Överfamiljen Chalcidoidea omfattar 19 familjer med nu levande arter.
- Agaonidae - fikonsteklar
- Aphelinidae - växtlussteklar
- Chalcididae - bredlårsteklar
- Encyrtidae - sköldlussteklar
- Eucharitidae
- Eulophidae - finglanssteklar
- Eupelmidae - hoppglanssteklar
- Eurytomidae - kragglanssteklar
- Leucospidae
- Mymaridae - dvärgsteklar
- Ormyridae - kägelglanssteklar
- Perilampidae - gropglanssteklar
- Pteromalidae - puppglanssteklar
- Rotoitidae
- Signiphoridae - långklubbsteklar
- Tanaostigmatidae
- Tetracampidae - raggsteklar
- Torymidae - gallglanssteklar
- Trichogrammatidae - hårstrimsteklar

## Bildgalleri

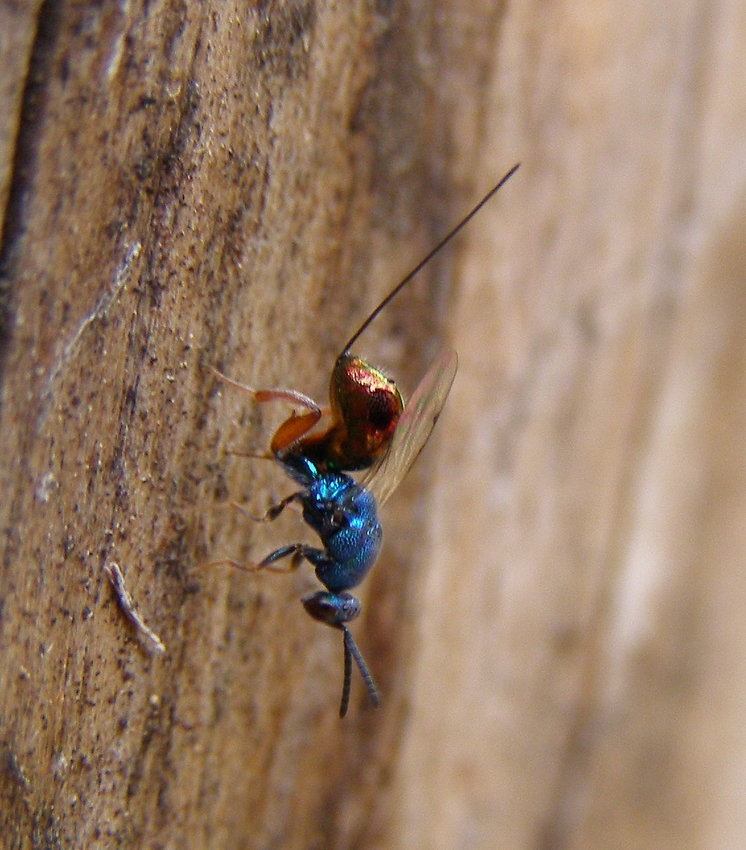
Torymus calcaratus
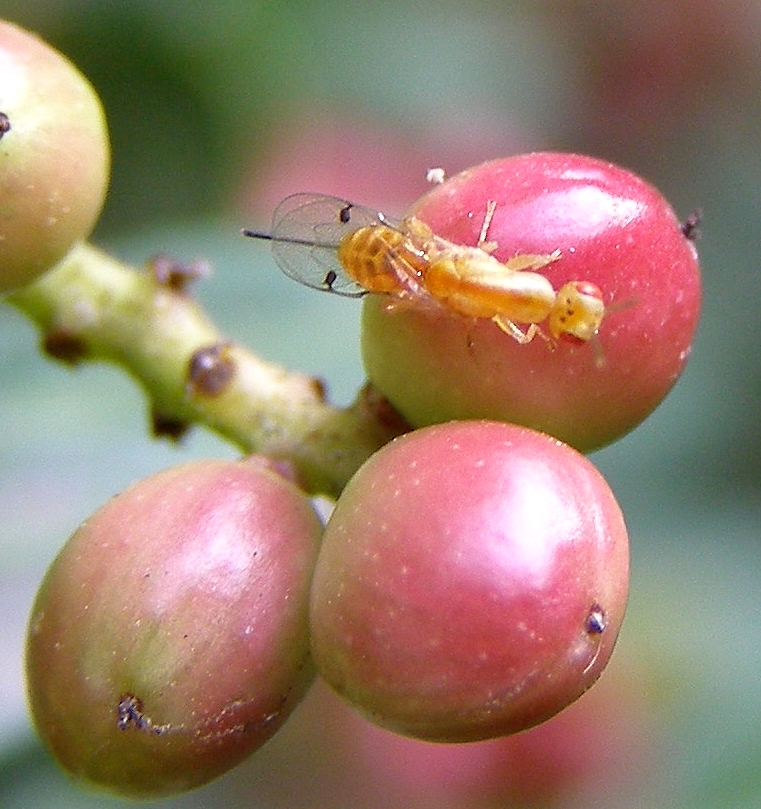
Megastigmus pistaciae
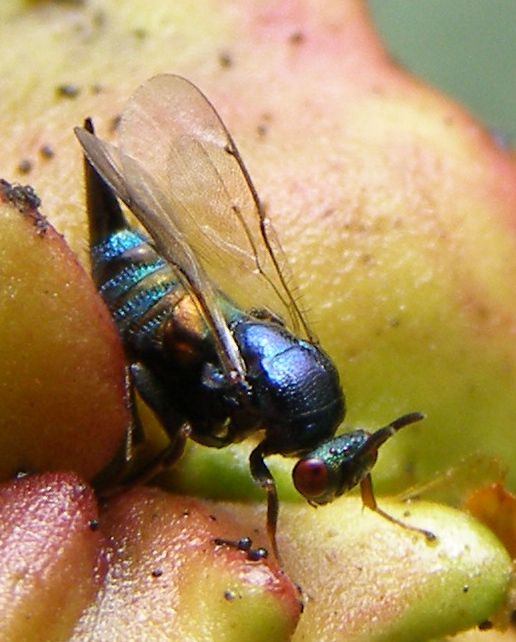
Ormyrus spp.
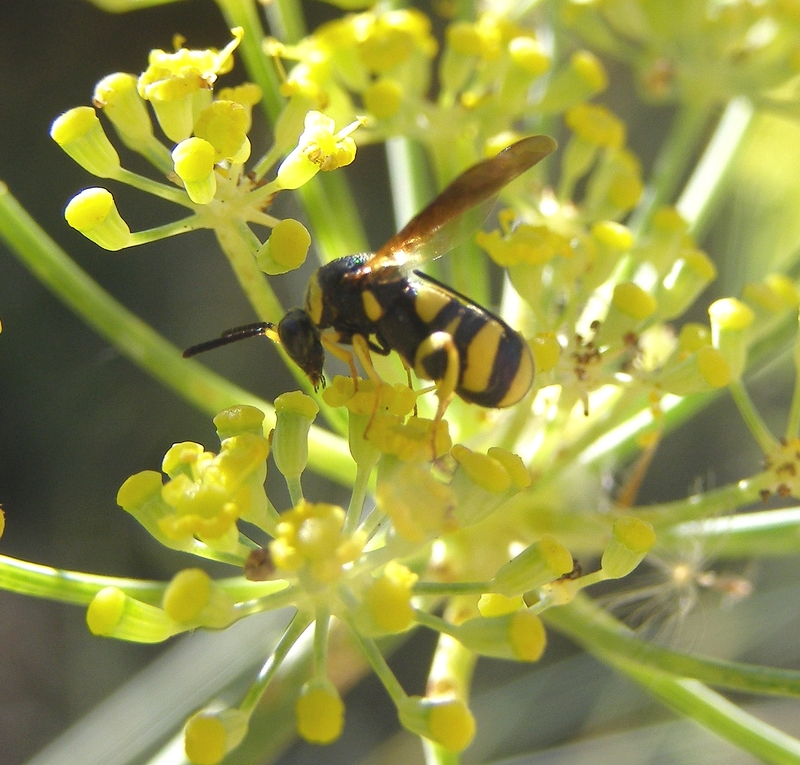
Leucospis dorsigera